# Allotoca maculata
Allotoca maculata é uma espécie de peixe da família Goodeidae.
É endémica do México.